# 光里白
光里白（学名：Diplopterygium laevissimum）为里白科里白属下的一个种。